# Gwo ka
Gwo-ca (Tambor gran en crioll) és una quàdruple entitat: dansa, música, instrument i cant provinent les illes que formen Guadalupe amb orígens de l'època de l'esclavitud. Els set ritmes que componen la música Gwo-ca:
- Lewoz- el ritme de la guerra.
- Kaladja- simbolitza les dificultats de l'amor.
- Pagenbel- pas que simbolitza el tall de la canya de sucre.
- Toumblak- el ball de la fertilitat.
- Grage- ritme usat quan treballen en agricultura.
- Roulé- Vals crioll.
- Mindé- el ritme de carnestoltes.

El gwoka guadalupeny va ser designat com a Patrimoni Cultural Immaterial de la Humanitat per la Unesco el 26 de novembre de 2014.
Present en tots els grups ètnics i religiosos de la població de l'illa de Guadalupe, el "gwoka" és una expressió cultural que combina els cants responsorials en crioll guadalupeny, les danses i els sons de tambors anomenats "ca". En la seva forma tradicional, el "gwoka" agrupa aquests tres àmbits d'expressió i valora en particular els dots individuals d'improvisació. Els participants i el públic formen un cercle en el qual van entrant, per torn, els ballarins i solistes, que es col·loquen davant de l'orquestra de tambors. En públic toca les palmes i corea la tornada imposat pel solista. Són milers de persones les que practiquen el "gwoka" en vetllades públiques a l'aire lliure, en què el cercle format pels assistents es converteix en el lloc de revelació i valorització del talent individual dels participants. Els coneixements pràctics necessaris per saber tocar i fabricar els "ca", es transmeten de manera informal al si de les famílies i cercles d'amics, tot i que cada vegada és més freqüent que s'adquireixin en tallers del sistema d'educació formal o en escoles de dansa i música tradicionals. El "gwoka" és un dels elements culturals més característics de la societat guadalupenya i els seus practicants actuals estan explorant noves vies per les seves músiques, danses i cants. Aquest element del patrimoni cultural està vinculat a moments importants de la vida de les persones, festivitats i esdeveniments d'índole cultural o profana, i també acompanya els moviments de protesta de caràcter social i polític. El "gwoka" reforça la identitat de la comunitat i infon un sentiment d'autoestima col·lectiva i orgull individual, transmetent valors de convivència, resistència i dignitat.(UNESCO/BPI)